# Людоговский, Фёдор Петрович
Фёдор (Фео́дор) Петро́вич Людого́вский  (1730—1798) — протоиерей Русской православной церкви, первый настоятель Благовещенского собора в городе Рославле.

## Происхождение
Людоговский происходил из старинного дворянского рода, первоначально принадлежавшего, вероятно, к мелкопоместной шляхте. Предок Фёдора Петровича, Мартин Людоговский (1590—1661), будучи подданным польской короны, получил в 1648 году от короля Владислава IV небольшое имение Бабичи в Смоленском воеводстве. Через несколько лет эти земли отошли к Русскому царству, и Людоговские стали подданными России.

## Биография
Фёдор Петрович Людоговский родился в 1730 году в Рославле (или, возможно, в имении Бабичи под Рославлем). Отец — Пётр Яковлевич Людоговский, правнук упомянутого выше родоначальника Мартина. О матери, братьях и сёстрах сведений не имеется.
В 1768 году, уже будучи священником, был назначен надзирателем Рославльской духовной школы (вместе с ним надзирателем был назначен диакон Иоанн Сущинский).
Вместе с купцом Семёном Селяниновым руководил строительством каменного Благовещенского собора, заложенного в 1779 году, впоследствии был его настоятелем.
Около 1780 года был возведен в сан протоиерея (протопопа).
Скончался в 1798 году.

## Семья
О жене протоиерея Ф. П. Людоговского сведений не имеется. Единственный сын — Лев Фёдорович Людоговский (1761—1838), с 1799 года — директор народных училищ Смоленской губернии.

## Память
В честь Ф. П. Людоговского был назван его далёкий прямой потомок — Фёдор Борисович Людоговский (род. 1976), также ставший священником.